# Theodore M. Davis

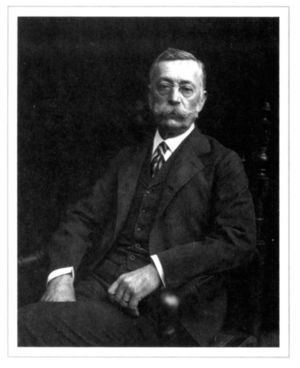
Theodor M. Davis

Theodore Monroe Davis (* 1837 in New York; † 23. Februar 1915 in Florida) war ein  US-amerikanischer Rechtsanwalt. Er besaß eine Grabungslizenz für das Tal der Könige und beschäftigte verschiedene Archäologen.

## Archäologie in Ägypten
Davis war ein Rechtsanwalt und Millionär. Nachdem er sich von seinen Geschäften zurückgezogen hatte, besuchte er 1899 erstmals Ägypten. Er reiste auf seiner Dahabieh „Bedawin“ und seine ständige Reisebegleiterin war Emma Andrews, die Tagebücher schrieb, so dass aus dieser Zeit viel Wichtiges und Nebensächliches über die Gesellschaft erhalten ist. Dort lernte er Archibald Henry Sayce und Percy E. Newberry kennen, die ihn für die Ägyptologie begeisterten. Seine Grabungen zählen zu den wichtigsten im Tal der Könige. In zwölf Wintern ließ er nicht weniger als 30 Gräber freilegen.
Von 1902 bis 1915 hatte er eine Grabungskonzession für das Tal der Könige. Die von ihm finanzierten Grabungskampagnen führten für ihn durch:
- 1902 bis 1904, Howard Carter: Gräber von Thutmosis IV. (KV43), Hatschepsut (KV20) und Merenptah (KV8), KV60.
- 1904 bis 1905, James E. Quibell: Gräber von Juja und Tuja (KV46) auch Arthur Weigall.
- 1905 bis 1908, Edward R. Ayrton: Gräber von Echnaton (KV55), Ramses IV. (KV2),  Siptah (KV47), Haremhab (KV57), sowie die Tiergräber KV50–KV52 und das sogenannte „Balsamierungsdepot Tutanchamuns“ (KV54).
- 1908 bis 1911, Harold E. Jones: Grab des Amenmesse (KV10).
- 1912 bis 1914, Harry Burton: unter anderem Freilegung der Gräber von einem Sohn Ramses III. (KV3) und Ramses II. (KV7)

Ab dem Jahr 1912 förderten die Grabungen nur noch wenig zutage, so dass Davis langsam das Interesse verlor. Resigniert erklärte er schließlich: „Ich fürchte, dass das Gräbertal jetzt erschöpft ist. (I fear that the Valley of the Tombs is now exhausted.)“. Er gab seine Grabungslizenz zurück, die dann 1914 Lord Carnarvon zugesprochen wurde.

## Veröffentlichungen
Die Publikationen zu seinen finanzierten Grabungen wurden von verschiedenen Archäologen erstellt.
- The Tomb of Thoutmosis. London 1904. online
- The Tomb of Hâtshopsîtû. London 1906.
- The Tomb of Iouiya and Touiyou: Notes on Iouiya and Touiyou. Description of the objects found in the tomb, and illustrations of the objects. London 1907. online
- The Tomb of Siptah. London 1908. online
- The funeral papyrus of Iouiya. London 1908 online
- The Tomb of Queen Tiyi. London 1910. online
- The Tomb of Harmhabi and Touatânkhamanou. London 1912.